# Le Voyage sur Jupiter
Le Voyage sur Jupiter (també titulada “Un Excursion Chez Jupiter”) és una pel·lícula muda de ciència-ficció de la Pathé Fréres escrita i dirigida per Segundo de Chomón. La pel·lícula, pintada a mà, es va estrenar a Lió el 9 de juliol de 1909. La pel·lícula conté clares referències a "Le voyage dans la Lune" (1902) de Georges Méliès.

## Argument
El rei visita amb el seu bufó l'astrònom de palau perquè vol veure el firmament. Aquest li fa observar Júpiter pel telescopi i el rei voldria saber si és molt lluny. El savi li mostra en un gran llibre i després van a la balconada a mirar novament els estels i veuen el Sol, la Lluna, Saturn i finalment Júpiter del qual, el rei queda fascinat de la seva grandària. El rei té son i l'astrònom i el bufó l'acompanyen al llit perquè dormi la migdiada. S'adorm i somia que al costat del llit apareix una escala de corda que el condueix cap a l'espai. Puja per ella i primer saluda a la senyora Lluna i al rei de Saturn, però no s'atura fins a arribar a Júpiter sobre el qual salta per arribar a la seva superfície. que comença a recórrer amb emoció. Els "jupiterians” l'ataquen i tot i que al principi els elimina amb l'espasa acaben capturant-lo i el porten davant el déu Júpiter. El rei li explica que ve de la Terra que és un planeta més petit i Júpiter el condemna a morir. Intenta fulminar-lo amb un llamp però no aconsegueix ferir-lo per lo que l'aixeca i el llança de nou cap a l'escala per la comença a baixar. En passar per davant de Saturn, aquest, amb unes enormes tisores li talla l'escala i aquest cau cap avall fins al seu llit.